# Hetman Płock
Hetman Płock – klub szachowy z Płocka, powstały w 2018 roku. W sezonie 2020 zadebiutował w ekstralidze.

## Historia
Klub został założony w kwietniu 2018 roku, a w czerwcu nastąpiła rejestracja w Polskim Związku Szachowym. We wrześniu tegoż roku klub zadebiutował w II lidze, zajmując wówczas drugie miejsce na koniec sezonu. W 2020 roku Hetman zadebiutował w ekstralidze, kończąc rozgrywki na siódmym miejscu.

## Statystyki
| Rok  | Liga       | Miejsce         | Wynik | Zawodnicy                                                                                  |
| ---- | ---------- | --------------- | ----- | ------------------------------------------------------------------------------------------ |
| 2018 | II liga    | Jastrzębia Góra | 2     | A. Kislinsky, M. Grabarczyk, P. Sabuk, N. Aliawdin, K. Jędryczka, M. Gawroński, A. Kantane |
| 2019 | I liga     | Dźwirzyno       | 3     | P. Golubka, A. Kislinsky, M. Grabarczyk, P. Sabuk, K. Kucza, A. Kantane                    |
| 2020 | ekstraliga | Kraków          | 7     | P. Golubka, P. Pultinevičius, T. Warakomski, M. Grabarczyk, P. Sabuk, I. Bulmaga           |